# 石嶺聡子

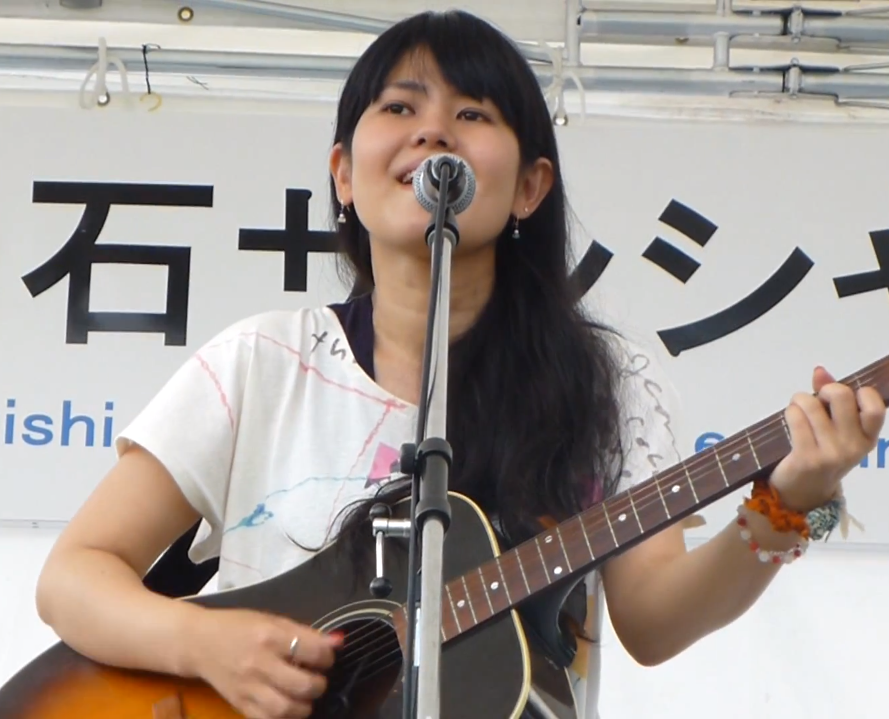
石嶺聡子

石嶺 聡子（いしみね さとこ、1975年10月3日 - ）は、日本の女性歌手、シンガーソングライター。沖縄県那覇市出身。

## 来歴
1975年10月3日、沖縄県那覇市に三人姉妹の三女として生まれる。ビートルズやカーペンターズ等の洋楽から、レベッカやUNICORN等の邦楽まで、様々な音楽が溢れる音楽好きの家庭に育つ。10歳頃からプロの歌手を夢見るようになる。
1992年9月、首里高校2年生時に琉球放送代表として出場した「第16回長崎歌謡祭」で「石狩挽歌」を歌ってグランプリを獲得したのを機に、東芝EMI（当時）のプロデューサー・篠木雅博にスカウトされる。高校卒業後に上京すると間もなく、ボイストレーニングとダンスと英会話のレッスンのためにアメリカ・ロサンゼルスに留学。帰国後の1994年11月9日に『土曜日とペンと腕時計』でメジャー・デビュー。しかし、レコードとライブの2本立てに絞って育てるプロデューサーの篠木の方針で、芸能事務所には所属させずにレコード会社の東芝EMI内でマネジメントするスタイルをとったため、テレビ番組などのブッキング力がなく、当初はメディア露出に苦戦した。
翌1995年3月、『第5回NHK新人歌謡コンテスト』に出場し優勝。同年、映画『ひめゆりの塔』主題歌として喜納昌吉の代表曲『花』をカバー。新人歌謡コンテスト優勝者としてこの年の『第46回NHK紅白歌合戦』に『花』で出場し、CD売上が50万枚を越えるロングヒット。翌1996年3月、インドネシア・バリ島で開催された「第1回アジア音楽祭」で『Asian Dream』を歌いグランプリを獲得する。
しかし『花』が大ヒットしたものの、『花』のイメージが先行して悩み、その後は自身の理想の歌を追い求めていく（後述）。
1999年、想いを形にすべく作詞・作曲活動を始めシンガーソングライターへの転向を図る。2000年12月6日に約2年ぶりのシングル『マフユノハナビ』、翌2001年1月には約3年ぶりのアルバム『クロゼット』をリリース。等身大のポップな歌へと音楽を一新する。
2003年、東芝EMIとの契約を終了し、PRHYTHM（プリズム）に移籍する。シングルとアルバムを1枚ずつリリース。また松本英子ら女性歌手達と定期的にライブを行う。2004年にはデビュー10周年記念ライブを開催。
2006年3月3日、ギタリストで編曲家の石崎光と入籍。同時にPRHYTHM（プリズム）から離れフリーランスでの活動を始める。以来、楽曲制作のほか、年に数回、音楽イベント等に出演し、2011年からは単独ライブを行う等、マイペースで活動している。
2013年5月8日、7年間連れ添った石崎光との離婚を発表。
2013年6月29日、10年ぶりとなる公式音源3曲を、iTunesにて配信限定でリリース。いかなるレーベルの支援も受けず、キャリア史上初となる個人名義のみでのリリースとなった。
2014年9月24日、音楽ディレクターの松尾文美と共に制作を進めた自身初のカバー・アルバムを、徳間ジャパンコミュニケーションズより発売。
2022年10月2日、公式ブログやInstagramで、28年ぶりに沖縄で暮らすことを発表した。

## 人物
バラードからロック、R&B、ア・カペラや英語曲まで幅広く歌う。デビューから数年は歌うことに専念していたが、2000年頃からはギターによる弾き語りも行い、ギブソン製のアコースティック・ギターを愛用している。
歌手の神谷千尋は母方のいとこであり、沖縄民謡界の重鎮・神谷幸一は二人の叔父に当たる。
趣味は、アロマテラピー、映画鑑賞、雑貨屋巡り、WiiやニンテンドーDS等のゲーム、テレビ（主にバラエティ番組）を観ること。
洋楽に造詣が深く、ビートルズ、キャロル・キング、ジョニ・ミッチェル、ダイアナ・ロス、ジャクソン5、エルヴィス・コステロ、マドンナ、エイミー・マン、シェリル・クロウ、ヴォンダ・シェパード、シャナイア・トゥエイン、ビョーク、サラ・マクラクラン、デズリー、トリーネ・レイン、アラニス・モリセット、フィオナ・アップル等々、普段は主に洋楽を好んで聴き、大きな影響を受けている。ライブではそれら洋楽曲をカバーするのが恒例。邦楽では、NOKKO、CHARA、奥田民生等が好き。シェリル・クロウやNOKKOは可愛くて色気があってカッコイイ、自身の考える理想の女性像でもある。

## 「花」から理想の歌へ
映画や紅白で『花』を歌ったことで幅広い層のファンを獲得したが、一方では沖縄民謡歌手と思われるジレンマを経験（家に三線はなく父はギターを弾いていた。元々ロックや洋楽好き）。新たに曲を出したこともあり、ライブで『花』を歌わない時期もあった。
そもそも沖縄風の曲は『花』しか歌っていない。それも映画『ひめゆりの塔』の制作に伴う周囲からの要望で、沖縄出身だから歌っただけのことで、本人の意向ではなかった。ステージでの落ち着いた衣装や演出も、沖縄にこだわる周りの意に沿う、歌に合わせたものが多く疑問に思うが、そんな思いとは裏腹にイメージだけが一人歩きしていく。
世間から実年齢より上に見られて困惑し、歌うことが嫌になりそうな現実に苦悩する日々を送る。1999年から理想の歌を作るため作詞を始める。歌と向き合い詞を書いていく中、もっと年相応のカッコイイ音楽をやりたい、洋楽サウンドに乗せて素直な想いを無理なく自然体で表現出来ればと、次の姿を思い描いていく。
東芝EMIでの最後のアルバム『クロゼット』（2001年）で過半数の作詞を手掛ける。PRHYTHM（プリズム）移籍後、アルバム『ブルーミーバルーン』（2003年）では大半の作曲も手掛け、シンガーソングライターへと転身を遂げた。以後も自作し、他のミュージシャンからの提供曲も含めて、楽曲を増やしている。
2005年に『手と手』、『いつかのできごと』、初の英語曲『Libra』、2007年に『ノスタルジア』、2009年に『長生きしよう』、2010年に『hello』、2011年に『baby,you don't know』、2013年に『似た者同士』、『パレード』、2014年に『ビューティフル』をライブやCMで披露したが、リリースはされていない。

## ディスコグラフィー

### シングル
|         | 発売日         | タイトル                                                   | 規格品番   | 備考 |
| 東芝EMI | 東芝EMI        | 東芝EMI                                                    | 東芝EMI    | 東芝EMI |
| ------- | -------------- | ---------------------------------------------------------- | ---------- | --- |
| 1st     | 1994年11月9日  | 土曜日とペンと腕時計 / 風を感じたい                        | TODT-3339  | オリコン最高位、登場回数回 |
| 2nd     | 1995年3月8日   | 私がいる / ありがとう                                      | TODT-3461  | 『私がいる』は尾崎亜美作詞・作曲。高校在学中から尾崎立ち会いのもと収録を重ねた。                                                           |
| 3rd     | 1995年5月10日  | 花                                                         | TODT-3488  | 『花』は喜納昌吉のカバー。「平成7年第46回NHK紅白歌合戦」歌唱曲。TBS系「スーパーワイド」エンディングテーマ曲。オリコン最高66位、登場回数8回 |
| 4th     | 1995年9月6日   | 花 / 青空                                                  | TODT-3561  | オリコン最高14位、登場回数37回 |
| 5th     | 1996年1月24日  | 涙はいらない / めぐり逢い                                  | TODT-3642  | オリコン最高28位、登場回数9回 |
| 6th     | 1996年6月12日  | くもりのち晴れ / FLY TO YOU                                | TODT-3738  | オリコン最高49位、登場回数3回 |
| 7th     | 1996年10月16日 | Liberty Girl / Shine                                       | TODT-3829  | 『Shine』は阿木燿子作詞、宇崎竜童作曲。オリコン最高80位                                                                                    |
| 8th     | 1997年5月8日   | はじめてを探さなくちゃ / 摩天楼のヒーロー                  | TODT-3960  | 両曲とも広瀬香美作詞・作曲。オリコン最高98位                                                                                               |
| 9th     | 1997年10月8日  | You don't know / 私らしく                                  | TODT-5049  | 『You don't know』は中島みゆき作詞・作曲。アルバム『わたしの子供になりなさい』でセルフカバー。オリコン圏外                                 |
| 10th    | 1998年2月6日   | 思い切り泣いてもいいよ / 愛してください                    | TODT-5112  | オリコン圏外 |
| 11th    | 1998年8月7日   | 思い切り泣いてもいいよ / 遠くてもそばにいる                | TODT-5191  | 『思い切り泣いてもいいよ』はニューバージョン。オリコン圏外                                                                                 |
| 12th    | 1998年10月28日 | バイバイ / 君が教えてくれた                                | TODT-5215  | 『バイバイ』は拝郷メイコ作詞。拝郷芽衣子名義。オリコン圏外                                                                                 |
| 13th    | 2000年12月6日  | マフユノハナビ / 会いたくて会えなくて夢をみて / こころの音 | TOCT-22076 | 初のマキシシングル。『こころの音』は石嶺作詞。オリコン圏外                                                                                 |
| 14th    | 2001年6月16日  | 天気雨 / 優しい声 / ひだまり                               | TOCT-22148 | 『優しい声』は白井良明作曲。『ひだまり』は石嶺作詞・作曲。オリコン圏外                                                                     |
| 15th    | 2002年5月9日   | 花 / クルーン                                              | TOCT-4383  | 『クルーン』は石嶺作詞、熊谷幸子作曲。オリコン圏外                                                                                         |
| PRHYTHM |                |                                                            |            | |
| 16th    | 2003年9月25日  | うたたね / 届かない青 / 羽根                               | PWCM-3001  | 3曲とも石嶺作詞、『うたたね』『届かない青』は石嶺作曲。オリコン圏外                                                                        |

※『愛してください』『遠くてもそばにいる』『君が教えてくれた』『優しい声』『クルーン』は、アルバム未収録。

### 配信シングル
Satoko Ishimine（自身名義）
- この世界を[21] / ten-year-old[22] / おくりもの[23]（2013年6月29日）

### カバー・アルバム
徳間ジャパンコミュニケーションズ

### ベスト・アルバム
東芝EMI（2007年からEMIミュージック・ジャパン）

### 参加作品
| 発売日         | タイトル                                           | 規格品番   | 収録曲                                     |
| -------------- | -------------------------------------------------- | ---------- | ------------------------------------------ |
| 1995年06月07日 | ひめゆりの塔 オリジナル・サウンドトラック          | TOCT-8970  | 19.｛花～つかのま｝ 29.花 (映画バージョン) |
| 2001年6月20日  | Sensitive～Female vocal collection                 | TOCT-24595 | 11．マフユノハナビ                         |
| 2002年08月28日 | 失恋ソングス アゲイン                              | TOCT-24839 | 12. 花                                     |
| 2002年09月30日 | 沖縄ソングス ～ハイサイ! 琉球 命の薬 (ぬちぐすい)  | TOCT-24876 | 16. 花                                     |
| 2005年07月13日 | 恋するバラード Love Songs in That Summer           | TOCT-25697 | 7.風を感じたい                             |
| 2005年06月22日 | 美ら歌よベスト～沖縄ベスト・ソング・コレクション～ | ECE-25578  | 11.うたたね                                |
| 2007年05月18日 | ムーンライダーズのイイ仕事!東芝編                  | PCD-7289   | 3.ローズマリー&タイム                      |
| 2009年02月04日 | おきなわうた～女性ボーカルで感じる沖縄の風         | VICL-63168 | 3.花                                       |
| 2009年2月18日  | 誰も知らない泣ける歌 外伝～EMI Selections～        | TOCT-26796 | 8.花                                       |
| 2014年04月16日 | 歌姫クロニクル～1985-2000～                        | MHCL-2431  | DISC2-13.花                                |

## 主なタイアップ
| 曲名                   | タイアップ                                                                                      |
| ---------------------- | ----------------------------------------------------------------------------------------------- |
| 土曜日とペンと腕時計   | TBS系『ブロードキャスター』エンディングテーマ                                                   |
| 風を感じたい           | グリコ「シリアルポッキー」CMソング                                                              |
| 私がいる               | 安田生命CMソング、松竹配給映画『天使のウィンク 日光猿軍団』主題歌                               |
| 花                     | 東宝配給映画『ひめゆりの塔』（1995年版）主題歌、TBSテレビ「スーパーワイド」エンディングテーマ曲 |
| 長距離電話の朝         | アステル沖縄CMソング（石嶺出演）                                                                |
| 涙はいらない           | NHK『ドラマ新銀河・元気をあげる〜救命救急医物語』主題歌                                         |
| くもりのち晴れ         | 安田生命CMソング                                                                                |
| Liberty Girl           | 毎日放送・TBS系『世界ウルルン滞在記』エンディングテーマ                                         |
| Shine                  | 日本テレビ系『知ってるつもり?!』エンディングテーマ                                              |
| はじめてを探さなくちゃ | 日本テレビ系『スーパーテレビ情報最前線』エンディングテーマ                                      |
| 摩天楼のヒーロー       | 安田生命CMソング                                                                                |
| You don't know         | TBS系『噂の!東京マガジン』エンディングテーマ                                                    |
| 思い切り泣いてもいいよ | TBS系ドラマ『花王 愛の劇場・勇気をだして』主題歌                                                |
| バイバイ               | 東海テレビ・フジテレビ系ドラマ『いのちの器』主題歌                                              |
| マフユノハナビ         | 日本テレビ系『週刊ストーリーランド』エンディングテーマ                                          |
| ひだまり               | 朝日放送・テレビ朝日系『速報!甲子園への道』テーマソング                                         |
| 羽根                   | ベルクラシックCMソング（石嶺出演）                                                              |
| おくりもの             | ベルクラシックCMソング                                                                          |

## 出演

### テレビ
- ふたりのビッグショー（1996年6月24日、NHK総合）
- NHK歌謡コンサート（1995年5月2日ほか、NHK総合）
- ときめき夢サウンド（1995年11月25日ほか、NHK総合）
- ポップジャム（1996年2月23日、NHK総合）
- 家族で選ぶにっぽんの歌（第3回・1996年3月30日、第4回・1997年3月29日、NHK総合）
- 第28回思い出のメロディー（1996年8月17日、NHK総合）
- 歌謡チャリティーコンサート（1996年11月30日、NHK総合）
- NHKのど自慢（1997年1月26日・沖縄県糸満市会場ゲスト、NHK総合）
- 青春のポップス（1998年11月1日ほか、NHK総合）
- 24時間テレビ 「愛は地球を救う」（2010年8月29日、日本テレビ系列）
- ハモネプ♪ジャパンカップ（2014年4月1日、フジテレビ系列）
  - チーム名「七色ボイス」の一員として参加し、優勝。

### NHK紅白歌合戦出場歴
| 年度/放送回              | 回 | 曲目 | 出演順 | 対戦相手   |
| ------------------------ | -- | ---- | ------ | ---------- |
| 1995年（平成7年）/第46回 | 初 | 花   | 10/25  | さだまさし |

注意点
- 出演順は「出演順/出場者数」で表す。

### ラジオ
- 石嶺聡子のFor My Precious（1996年4月 - 2006年3月、エフエム長崎）
  - 長崎、佐賀、宮崎、群馬、北海道、沖縄、福岡、兵庫の各FM局で放送された（開始・終了の時期は各々異なる）。

### 舞台
- 戦後80周年祈念 舞台『生きているから 〜対馬丸ものがたり〜』（2025年8月16日・17日〈予定〉、那覇文化芸術劇場なはーと 大劇場）[24]